# Шиизм в Таджикистане
Шиизм в Таджикистане исповедует лишь очень небольшой процент населения. Согласно отчету Государственного департамента США за 2020 год, примерно 4% населения страны исповедуют шиизм. По другим данным, около 5% населения Таджикистана составляют мусульмане-шииты.  Основу шиитского населения в Таджикистане составляют памирцы, население Горно-Бадахшанской автономной области, исповедующие исмаилизм низаритского толка — вариант шиитского ислама, согласно которому до наших дней существует непрерывная цепь имамов, представленных в настоящее время Ага-ханом IV, 49-м имамом. Меньшую часть составляют приверженцы шиитской секты «двунадесятников».

## История
Родина памирских исмаилитов находится в Горном Бадахшане на горном востоке Таджикистана вдоль границы с Синьцзяном, с их духовной и культурной столицей в городе Хорог. Памирцы отличаются от таджиков культурой и образом жизни. Можно сказать, что это два разных народа. Кроме того, памирцы говорят не на таджикском языке. Таджики изначально были суннитами, хотя в начале XVIII в. некоторые из них перешли в исмаилитскую секту шиитского ислама.
В СССР исмаилитскому населению Памира было запрещено ежегодно отдавать дань своему духовному лидеру Ага-хану в Индии, а его представитель в Таджикистане Сейд Юсофалишо был арестован в 1931 году. После распада Советского Союза 49-й духовный лидер исмаилитов Ага-хан IV несколько раз приезжал в Таджикистан, а также участвовал в мирном процессе во время гражданской войны.  В 1990 году в Душанбе было создано общество «Носири Хусрав», лидером которого стал выходец с Памира Худойберди Холикназаров. Эта организация занималась исключительно просветительской деятельностью среди исмаилитов Таджикистана и ставила перед собой следующие задачи: строительство джамоатхона (молельный дом) в Душанбе (в первую очередь) и других городах Таджикистана, где проживали памирцы.